# Harvey Matusow
Harvey Marshall Matusow, alias Harvey "Job" Matusow, né à New York le 3 octobre 1926, décédé à Claremont dans le New Hampshire le 17 janvier 2002, était un acteur et producteur américain.
Il est célèbre pour avoir renié son appartenance au Parti communiste américain et dénoncé ses anciens collègues communistes durant l'époque maccarthiste aux États-Unis. Ses fausses accusations le conduisirent à être lui-même placé sur "la liste noire" d'artistes soupçonnés d'être des sympathisants communistes; ce qui a nui à sa réputation en tant qu'artiste, acteur et producteur.

## Période communiste
Matusow est né dans le quartier du Bronx à New York, et fut scolarisé dans les écoles publiques de la ville. Il s'engagea dans l'armée en 1943. Après la guerre il revint à New York et joignit le parti communiste en 1946. Durant quelques années il fut un membre actif du parti à New York.

## Période maccarthiste
En 1950, cependant, (et ce jusqu'à son expulsion du parti), il fut engagé par le FBI pour fournir des informations sur les activités du parti. Début 1951, il est volontaire pour fournir des preuves au gouvernement dans le cadre de procédures menées contre des personnes présumées communistes ou des organisations communistes, probablement pour se mettre lui-même à l'abri des accusations. De 1951 à 1954, il agit en tant que témoin officiel dans des affaires, comparaissant au Comité sur les activités anti-américaines (en anglais HUAC), le comité des activités anti-américaines de l'Ohio, le sous-comité de sécurité intérieure, la commission industrielle d'État du Texas, le conseil de contrôle des activités subversives, etc.
En 1952 il travailla pour le magazine ‘‘Counterattack’’ (Contre-attaque) en tant que rédacteur. Ce magazine hebdomadaire enquêtait sur le "show business" et collectait des informations pour compiler des listes d'artistes présumés communistes. À travers ses contacts avec le sénateur Joseph McCarthy, il joua une part active dans l'élection présidentielle de 1952 : il donna des discours pour McCarthy dans le Wisconsin et soutint d'autres candidats républicains dans les États d'Idaho, Montana, Utah et Washington. Durant cette période Matusow établit des contacts avec les personnes les plus actives dans leur combat contre l'influence des communistes aux États-Unis.
Entre autres, Matusow fournit des informations contre le chanteur folk Pete Seeger, et témoigna dans des affaires contre Elizabeth Gurley Flynn (membre fondatrice de l'American Civil Liberties Union, ACLU), Owen Lattimore (écrivain et savant spécialiste de l'Asie centrale), le parti communiste américain ainsi que des associations liées au parti et quelques syndicats.
En 1953, Matusow affirma que Clinton Jenks, représentant du syndicat "Mine, Mill & Smelter", était membre du parti communiste américain. Jencks, alors qu'il était représentant des relations du travail chez Taft-Hartley, signa en 1950 une déclaration sous serment attestant qu'il n'était pas communiste. Cependant, il fut arrêté en avril 1953 et condamné pour parjure en janvier 1954 pour avoir falsifié ce document, la déclaration de Matusow ayant grandement contribué au jugement.
En 1955, il publia un livre confession "False Witness" (Faux témoin) dans lequel il avoua avoir été un agent du FBI payé pour donner des informations à propos des membres du parti communiste américain, et d'avoir fourni des fausses preuves contre Clinton Jecks.  Il affirma également que McCarthy et Roy Cohn l'avaient encouragé à mentir. 
La sortie de ce livre ainsi que le procès de Matusow qui s'est ensuivi générèrent le débat public sur l'utilisation par le gouvernement de témoins payés. Certains journaux comme le National Enquirer et le Baltimore Sun entre autres le qualifièrent d'"homme le plus détesté des États-Unis". Matusow fut condamné à trois ans de prison pour parjure; il fit appel et comparut devant un grand jury a New York et fut de nouveau condamné pour les mêmes motifs à 5 ans de prison. Il sera libéré après 3 ans et 8 mois.
À sa libération en 1960, Matusow parvint à se produire sur la scène New-yorkaise, et en 1963 il était rédacteur et éditeur d'un guide des spectacles et distractions The New York Arts Calendar. Malgré tout, son sentiment d'amertume grandit et Matusow sent que l'on ne le pardonnera jamais pour ce qu'il a commis par le passé.

## Période avant-gardiste
C'est alors que Matusow s'impliqua réellement dans la contre-culture. Il participa à l'édition du premier journal underground de New York, The East Village Other (EVO). Il partit ensuite à Londres en 1966 pour contribuer à son équivalent britannique, The International Times (IT). Pour ce journal il réalisa notamment une interview de Norman Mailer en 1968. Il créa également the London Film Makers Cooperative.
À la fin des années 1960, Matusow s'investit dans la campagne anti-ordinateurs et organisa la International Society for the Abolition of Data-Processing Machines (en français : "société internationale pour l'abolition des machines de traitement de l'information").
En 1969, il composa un album psychédélique nommé War between fats and thins, sorti en vinyle LP.
En 1972, il organisa un grand festival de musique d'avant-garde, le concert International Circus of Experimental Music ou ICES '72; il réunit 300 artistes de 21 pays différents qui se produisirent à Londres dans le cadre du festival le 27 août 1972.

## Retour aux États-Unis
Il revint aux États-Unis en 1973 et s'installa à Tucson, Arizona. Il travailla pour le Magic Mouse Theatre, où il développa un personnage de clown nommé Cockyboo pour la scène et la télévision. Matusow débuta à la radio à Tucson avec Magic Mouse, et un groupe de théâtre ambulant se forma progressivement. En 1979, il crée un programme TV appelé The Magic Mouse Magazine. Ce programme conduit à la création de The babysitter's magic mouse storybook, un livre qu'il publia lui-même en collaboration avec Hilda Terry.
Plus tard, il se convertit à l'Église de Jésus-Christ des saints des derniers jours et déménagea à Glenwood, Utah pour démarrer le premier programme télévisuel communautaire et l'État d'Utah.
En 2001, il déménagea à Claremont, dans le New Hampshire pour diriger le studio TV communautaire de la ville. Il décéda en janvier 2002 de complications à la suite d'un accident de voiture.

## Anecdotes
- Pendant la période maccarthyste, il rapporta même que 126 communistes travaillaient au département de l'édition du Dimanche du New York Times, alors que le nombre total d'employés était de 100.
- Il invita Yoko Ono et son mari à Londres pour la galerie où Yoko rencontra John Lennon, faisant de Matusow un des responsables de la séparation des Beatles.
- Il est responsable pour la séparation des Weavers, car il a accusé Pete Seeger et d'autres membres du groupe d'être des communistes.
- En 1966, à un événement pour collecter des fonds, il tente de s'excuser en public pour avoir placé Pete Seeger sur la liste noire mais il se fait houspiller par le public; Seeger a plus tard accepté ses excuses.
- Il assista à la catastrophe du Hindenburg étant petit.
- Pendant sa peine de prison, Wilhelm Reich était dans une cellule à côté de la sienne. Reich y décède le 3 novembre 1957.
- Il s'est marié 12 fois à 11 femmes différentes. Un des mariages eut lieu dans un hélicoptère au-dessus de New York, un autre dans une fabrique de pianos.